# Jared Followill
Michael Jared Followill (Tennessee, 20 de novembro de 1986) é um músico estado-unidense, baixista da banda Kings of Leon.

## Origens
Seu pai Ivan Leon Followill, tem origem de imigrantes do País de Gales que chegaram aos Estados Unidos após 1600, de sobrenome Followell, que com o passar do tempo mudou até chegar na grafia atual Followill. Em seu lado materno (Betty Ann Murphy), há indícios de que eles sejam descendentes de George Washington, o primeiro presidente do país norte-americano, embora não comprovado.
Os Followill afirmaram também possuir em menor grau, ascendência de povos nativos americanos.

## Técnica
Reconhecido como um dos melhores baixistas do rock atual, em sua técnica autodidata é notável o uso constante de slides e o uso de pedais de efeito para incrementar suas linhas de baixo que variam em grooves oitentistas mesclados a influências de walking bass presentes no Blues e no Country, criando assim melodias marcantes fazendo também o uso contínuo de equalizações médio-agudo, frequentemente combinados com efeitos fuzz, delay, pitch shifter entre outros, para dar ao baixo um destaque natural e presença como backbone nas músicas do Kings of Leon.
Entre suas influências estão Phill Lynott, falecido vocalista e baixista do Thin Lizzy, idem Paul Simonon do The Clash, Peter Hook do Joy Division e New Order, Kim Deal dos Pixies e Nikolai Fraiture do The Strokes.

## Smoke & Jackal
Smoke & Jackal é um projeto paralelo do Jared e do guitarrista e vocalista da banda Mona, Nick Brown. Em junho de 2002 Brown postou uma foto de si mesmo juntamente com Followill no Instagram e no Tumblr insinuando uma parceria dos dois. O duo ja lançou um ep intitulado EP1 (2012). O primeiro single do grupo No Tell, foi lançado na página do Soundcloud da banda em 21 de agosto de 2012, e o ep foi lançado dia 28 de agosto de 2012.

## Equipamentos
Baixos: Estão presentes em seu set o Fender Precision Bass e o Gibson SG Bass, ambos utilizados em estúdio e divulgação do álbum debut da banda de 2003, Youth and Young Manhood, em que a tour durou até o final de 2004.  
Para a gravação do Aha Shake Heartbreak, foi utilizado exclusivamente o modelo Gibson mencionado. 
Desde a tour deste álbum, iniciada em 2005, ele utiliza oficialmente o Gibson Thunderbir IV, geralmente variando entre o Alpine White e o Ebony, tendo utilizado o modelo pela primeira vez ao final de 2004, após ter sido presenteado pela Gibson. 
A partir de então, Jared adotou o modelo como seu baixo principal para apresentações ao vivo como também em estúdio, sendo utilizado exclusivamente nas gravações do Because of The Times, Only By The Night, Come Around Sundown e no mais recente Mechanical Bull.

## Curiosidades
- Quando criança, Jared era conhecido pela vizinhança por dirigir sua scooter pelado. "Eu usava uma camiseta, então não estava completamente pelado," Jared diz. "Era casual, mas pelado do meio para baixo".
- Ele foi convidado para entrar na banda quando tinha 15 anos, embora nunca houvesse tocado baixo antes, e, inicialmente não quisesse ser o baixista. Ele aprendeu sozinho dois meses antes da gravação de Youth and Young Manhood, quando tinha 16 anos.
- Já namorou a modelo Alisa Torres e a atriz Ashley Greene.
- Em 2012 Jared se casou com a modelo Martha Patterson,[4] o casal possui uma filha.